# Ireneusz Kania
Ireneusz Kania (n. 19 septembrie 1940, Wieluń, voievodatul Łódź, Polonia – d. 9 octombrie 2023, Cracovia, Polonia) a fost un traducător poliglot polonez. El a tradus zeci de cărți din mai multe limbi, în special din limbi romanice și asitice. Activ din 1977, a lucrat inițial ca traducător de limba portugheză. A predat traducerea literară la Universitatea Jagiellonă din Cracovia.

## Recunoașteri
Este cunoscut, de asemenea, ca eseist, specialist în budism și Cabala. În 2001 a publicat o colecție de eseuri intitulat Ścieżka nocy.
În 1995 a primit Premiul PEN Club-ului din Polonia pentru traducerea de literatură străină în poloneză.. În mai 1999 a fost distins cu Premiul Târgului de Carte de la Cracovia pentru traducerea volumului Muttavali. Księga wypisów starobuddyjskich.
Irenesuz Kania a fost decorat pe 16 ianuarie 2004 cu Ordinul Meritul Cultural în grad de Ofițer, Categoria A - „Literatura” „în semn de apreciere pentru contribuția personală avută la promovarea literaturii române în lume”.

## Traduceri

### Traduceri din limba engleză
1. Dalai Lama: Wprowadzenie do buddyzmu, vol. 1-2, 1985.
2. Armstrong, Karen: Krótka historia mitu, 2005.
3. Brown, Peter: Ciało i społeczeństwo: mężczyźni, kobiety i abstynencja seksualna we wczesnym chrześcijaństwie, 2006.
4. Conder, Josiah: Kwiaty Japonii i sztuka kompozycji kwiatowych, 2002.
5. Graves, Robert: Biała bogini, 2000.
6. Hilton, James: Zaginiony horyzont, verificarea traducerii din engleză a lui Witold Chwalewik, 1989.
7. Kerényi, Karl: Eleusis. Archetypowy obraz matki i córki, 2004
8. Kieckhefer, Richard: Magia w średniowieczu, 2001.
9. Kołakowski, Leszek: Bóg nam nic nie jest dłużny: krótka uwaga o religii Pascala i o duchu jansenizmu, 1994, 2001.
10. London, Jack: A niech to żółwie Tasmana, 1979.
11. Moyers, Bill, Joseph Campbell: Potęga mitu: rozmowy Billa Moyersa z Josephem Campbellem, 1994.
12. Toksvig, Signe: Emanuel Swedenborg: uczony i mistyk, 2002.

### Traduceri din limba franceză
1. Bataille, Georges: Historia erotyzmu, 1992.
2. Beauvois, Daniel: Szkolnictwo polskie na ziemiach litewsko-ruskich 1803-1832. T. 1. Uniwersytet Wileński. T. 2. Szkoły podstawowe i średnie, 1991.
3. Beauvois, Yves: Stosunki polsko-francuskie w czasie "dziwnej wojny", 1991.
4. Bertherat, Yves: XX wiek - przekroje, 1991.
5. Brosse, Jacques: Mistrzowie duchowi: leksykon, 2000.
6. Cioran, Emil: O niedogodności narodzin, 1996.
7. Cioran, Emil: Rozmowy z Cioranem, 1999.
8. Cioran, Emil: Upadek w czas, 1994.
9. Cioran, Emil: Zły demiurg, 1995.
10. Dumery, Henry: Problem Boga w filozofii religii: krytyczny rozbiór kategorii Absolutu i schematu transcendencji, 1994.
11. Eliade, Mircea: Dajan, 1990.
12. Eliade, Mircea: Dziennik indyjski, 1999.
13. Eliade, Mircea: Młodość stulatka, 1990.
14. Eliade, Mircea: Świętojańskie żniwo: pamiętniki (1937-1960), 1991.
15. Eliade, Mircea: Okultyzm, czary, mody kulturalne: eseje, 1992.
16. Eliade, Mircea: Zapowiedź równonocy: pamiętniki. Cz. 1. (1907-1937), 1989.
17. Ghyka, Matila C.: Złota liczba: rytuały i rytmy pitagorejskie w rozwoju cywilizacji zachodniej, 2001.
18. Gombrowicz, Witold, Jean Dubuffet: Korespondencja, 2005.
19. Gombrowicz, Witold: Kurs filozofii w sześć godzin i kwadrans, 2006.
20. Gombrowicz, Witold: Testament: rozmowy z Dominique de Roux, 1996, 2004.
21. Gombrowicz, Witold: Walka o sławę: korespondencja, cz. 2,  1998.
22. Green, Julien: Tysiąc dróg stoi otworem, 1985.
23. Laignel-Lavastine, Alexandra: Cioran, Eliade, Ionesco: O zapominaniu faszyzmu, 2010
24. Le Goff, Jacques, Nicolas Truong: Historia ciała w średniowieczu, 2006.
25. Lubac, Henri de: Aspekty buddyzmu, 1995.
26. Poupard, Paul: Religie, 1993.
27. Salama, Pierre: Dolaryzacja, 1990.
28. Veyne, Paul: Początki chrześcijańskiego świata, 2009.

### Traducere din greaca veche
1. Filostratus: Żywot Apolloniusza z Tiany, 1997.

### Traducere din limba greacă modernă
1. Konstantinos Kavafis: Czekając na barbarzyńców. Wiersze wybrane, 2013.

### Traducere din ebraică
1. Opowieści Zoharu, 1988. (ediția a II-a, Opowieści Zoharu. (Wybór). O kabale i Zoharze, 1994; ediția a III-a, Opowieści Zoharu. O kabale i Zoharze, 2005).

### Traduceri din limba spaniolă
1. Cirlot, Juan Eduardo: Słownik symboli, 2000, 2006.
2. Gombrowicz, Witold: Nasz dramat erotyczny, 2003.
3. Gombrowicz, Witold: Publicystyka; Wywiady; Teksty różne: 1939-1963, 1996.
4. Gombrowicz, Witold: Publicystyka; Wywiady; Teksty różne: 1963-1969, 1997.
5. Román, José María: Święty Wincenty a Paulo: biografia, 1990.

### Traduceri din latină
1. Nicolaus Cusanus: O oświeconej niewiedzy, 1997.

### Traduceri din limba germană
1. Benjamin, Walter: Pasaże, 2005.
2. Irzykowski, Karol: Dziennik, vol. 2, 1916-1944, traducerea porțiunii în limba germană, 2001.
3. Kerényi, Karl: Misteria Kabirów; Prometeusz, 2000.
4. Kerényi, Karl: Dionizos: archetyp życia niezniszczalnego, 1997.
5. Oldenberg, Hermann: Życie, nauczanie i wspólnota Buddy, 1994.
6. Scholem, Gershom: Mistycyzm żydowski i jego główne kierunki, 1997, 2007.
7. Safranski, Rüdiger: Zło: dramat wolności, 1999.
8. Wunderlich, Hans Georg: Tajemnica Krety: dokąd byk porwał Europę, czyli o korzeniach kultury europejskiej, 2003.

### Traduceri din pali
1. Muttāvali. Księga wypisów starobuddyjskich, 1999, 2007.

### Traduceri din portugheză
1. Andrade, Mário de: Macunaima, bohater zupełnie bez charakteru: rapsodia, 1983.
2. Andrade, António de: Niedawne odkrycie Wielkiego Kataju albo Państw Tybetu, 2004.
3. Camões, Luís Vaz de: Luzytanie, 1995.
4. Ferreira, Vergilio: Objawienie, 1979.
5. Miguéis, José Rodrigues: Szczęśliwych świąt, 1977.
6. Neto, Agostinho: Palmy nadziei, 1978.
7. Sales, Herberto: Diamenty z Andarai, 1982.
8. Tojal, Altino do: Wesele Stu Tysięcy Barbarzyńców, 1980.

### Traducere din limba rusă
1. Rozanov, Vasili: Pół-myśli, pół-uczucia, 1998.

### Traduceri din română
1. Cioran, Emil: Na szczytach rozpaczy, 1992, 2008.
2. Eliade, Mircea: Tajemnica doktora Honigbergera, 1983.
3. Liiceanu, Gabriel: Dziennik z Păltinișu: Pajdeja jako model w kulturze humanistycznej, 2001.
4. Noica, Constantin: Sześć chorób ducha współczesnego, 1997.
5. Popescu, Dumitru Radu: Łowy królewskie, 1979.

### Traduceri din sanscrită
1. Bhartrhariego strof trzykroć po sto: o mądrości życia, o namiętności miłosnej i o wyrzeczeniu,  1980.

### Traduceri din suedeză
1. Lundström, Evert: Wojna o srebrne kulki: powieść sensacyjno-dokumentalna, 1993.

### Traduceri din limba tibetană
1. Milarepa: Opowieść o życiu Milarepy czcigodnego, wielkiego i potężnego jogina albo Drogowskaz wyzwolenia i wszechwiedzy, 1996.
2. Bardo Thodol, 1985 (în „Literaturze na Świecie”), 1991 (prima ediție), 1993, 1996, 2001, 2005, 2007.
3. Sakja Pandita: Drogocenna skarbnica wytwornych maksym. Aforyzmy tybetańskie, 1991
4. Gampopa: Drogocenny różaniec najwyborniejszej drogi, 2007.

### Traduceri din italiană
1. Assuntino, Rudi, Wlodek Goldkorn: Strażnik: Marek Edelman opowiada, 1999, 2006.
2. Calasso, Roberto: Ka, 2008.
3. Cuomo, Franco: Wielkie proroctwa: nowy klucz do odczytania najsłynniejszych przepowiedni w dziejach, od starożytnego Egiptu do Biblii, od Nostradamusa do Fatimy, 1999.
4. Eco, Umberto: Pięć pism moralnych, 1999.
5. Eco, Umberto: W co wierzy ten, kto nie wierzy?, 1998.
6. Falk, Maryla: Mit psychologiczny w starożytnych Indiach, 2011.
7. Macioti, Maria Immacolata: Mity i magie ziół: czy kwiaty i liście, zapachy i znaki zodiaku wpływają na stosunki między ludźmi?,  1998, 2006.
8. Nola, Alfonso Maria di: Diabeł: o formach, historii i kolejach losu Szatana, a także o jego powszechnej a złowrogiej obecności wśród wszystkich ludów, od czasów starożytnych aż po teraźniejszość, 1997, 2000, 2001, 2004.
9. Ripa, Cesare: Ikonologia, 1998, 2002.
10. Russo, Lucio: Zapomniana rewolucja: grecka myśl naukowa a nauka nowoczesna, 2005.
11. Tucci, Giuseppe: Mandala, 2002.
12. Vasari, Giorgio: Żywoty najsławniejszych malarzy, rzeźbiarzy i architektów, vol. 1-2, 1988.